# 9105 Matsumura
9105 Matsumura eller 1997 AU är en asteroid i huvudbältet som upptäcktes den 2 januari 1997 av den japanska astronomen Takao Kobayashi vid Ōizumi-observatoriet. Den är uppkallad efter den japanske astronomen Masafumi Matsumura.
Den tillhör asteroidgruppen Koronis.